# Asesinatos de Richmond de 2006
Los asesinatos de Richmond de 2006 fueron una serie de asesinatos relámpago que se llevaron a cabo durante un período de siete días en enero de 2006 en los alrededores de Richmond, Virginia, donde mataron a siete personas, entre ellas cuatro miembros de la familia Harvey y tres miembros de la familia Baskerville-Tucker. Los perpetradores fueron Ricky Javon Gray (9 de marzo de 1977 - 18 de enero de 2017) y su sobrino Ray Joseph Dandridge (n. 24 de enero de 1977). La novia de Dandridge, Ashley Baskerville asistió con el par como cómplice durante la juerga de asesinatos y robos hasta que se convirtió en una más de sus víctimas. Después de que Gray y Dandridge fueron detenidos, dos asesinatos anteriores, incluido el de la esposa de Gray, y un asalto casi mortal a finales de 2005 estaban vinculados a los hombres.
Dandridge se declaró culpable de asesinar a las tres víctimas Baskerville-Tucker a cambio de recibir una sentencia de cadena perpetua sin posibilidad de libertad condicional. Gray fue acusado de asesinato capital en relación con los homicidios de la familia Harvey, y fue condenado y sentenciado a muerte por el asesinato de las hermanas Stella y Ruby Harvey, que tenían 9 y 4 años, respectivamente. La ejecución de Gray se llevó a cabo el miércoles 18 de enero de 2017, a las 9:42 p. m. por inyección letal.

## Crímenes anteriores a la serie de asesinatos

### Asesinato de Treva Gray
El 5 de noviembre de 2005, el cuerpo muy golpeado de Treva Terrell Gray, de 35 años de edad, fue encontrado en una tumba poco profunda en Washington, Pensilvania, por un transeúnte. Se había casado con Gray, de 28 años de edad y exconvicto, aproximadamente seis meses antes, y vivía en una casa propiedad de su familia con su marido y Ray Dandridge, su sobrino, que había ido a vivir con la pareja después de ser liberado de la cárcel el 26 de octubre de 2005, tras cumplir más de 10 años por robo a mano armada.
De acuerdo con John y Marna Squires, el padrastro y la madre de Treva, vieron una marca de arañazos en el antebrazo de Ricky Gray el día en que se encontró el cuerpo de Treva. Mientras tanto Gray y Dandridge fueron entrevistados por la policía de Washington, pero no fueron considerados sospechosos. Marna Squires alega que la policía fue inoperante en la investigación de la muerte de su hija Treva, yendo tan lejos como para sugerir que ella había muerto de una sobredosis de drogas. Mientras que la policía dictaminó su muerte sospechosa en el momento, ninguna investigación de homicidio se puso en marcha hasta después de la confesión de Gray.
Aproximadamente una semana después del descubrimiento del cuerpo de su hija, los Squires desalojaron a Dandridge de su propiedad; Dandridge luego fue a vivir con su padre en el oeste de Filadelfia. El 23 de diciembre, Gray se fue también para quedarse con su abuela materna en Arlington, Virginia. Dandridge dejó Filadelfia el 25 de diciembre (día de Navidad) para unirse con Gray en Virginia.

### Ataque a Ryan Carey
El 31 de diciembre de 2005, Ryan Carey, de 26 años de edad, fue atacado por dos hombres a los que posteriormente identificó como Gray y Dandridge frente a la casa de sus padres en el block 5100 de la calle 25 Norte en Arlington, Virginia. Carey sufrió extensas heridas de arma blanca en el pecho, el cuello y los brazos en un asalto casi fatal, y pasó las siguientes dos semanas en un estado de coma. También perdió de forma permanente el uso de su brazo derecho.

## Asesinatos relámpago

### La familia Harvey
En la tarde del 1 de enero de 2006, Kathryn, Bryan, Stella y Ruby Harvey, una familia de cuatro, fueron encontrados muertos a golpes y atados con cable eléctrico y cinta en el sótano de su casa en llamas en el barrio Woodland Heights alturas del distrito de Richmond, Virginia.
Kathryn Harvey, de 39 años, fue la copropietaria de una tienda de juguetes local popular llamada "World of Mirth" en Carytown distrito de Richmond, y era la media hermana del actor Steven Culp. Bryan Harvey, de 49 años, fue un músico indie, un exmiembro de House of Freaks, una banda de dos hombres de college rock en Richmond. Sus hijas Stella y Ruby tenían 9 y 4 años, respectivamente. Bryan y Kathryn murieron a causa de un traumatismo por objeto contundente en la cabeza, Stella por inhalación de humo y trauma por objeto contundente en la cabeza, y Ruby de puñaladas en la espalda, una de las cuales perforó su pulmón.

### Invasión de casa en Chesterfield
El 3 de enero de 2006, una pareja que vivía en Hollywood Drive, en el Condado de Chesterfield, Virginia, fueron robados por dos hombres y una mujer que habían logrado entrar a su casa fingiendo que pedían direcciones. Los ladrones robaron varios artículos, incluyendo un ordenador y una televisión, así como 800 dólares en efectivo. El hombre fue capaz de disuadir a la pandilla de atarlo al llamar la atención la discapacidad de su esposa y su necesidad de ayudarla a ella.

### La familia Baskerville-Tucker
El 6 de enero de 2006, la policía recibió una llamada de un residente de Chesterfield que estaba preocupado por la amiga de su hija, llamada Ashley Baskerville de 21 años de edad. La persona que llama sospecha que Gray y Dandridge, antiguos invitados, y novios anteriores y actuales de Ashley, estaban implicados en los asesinatos de la familia Harvey. La policía encontró artículos en la casa en Chesterfield, relacionados con el caso de los Harvey, y se dirigieron hacia la casa en la dirección East Broad Rock Road, donde Ashley vivía con su madre, Mary Baskerville-Tucker, de 46 años de edad, y su padrastro Percyell Tucker de 55 años de edad. Percyell trabajó como conductor de carretilla elevadora y Mary fue empleada en un establecimiento de limpieza. Los tres miembros de la familia Baskerville-Tucker fueron encontrados muertos, amordazados y atados con cinta en su casa la cual fue saqueada. Los tres habían sido sofocados debido a las capas de cinta aislante envueltas alrededor de sus cabezas. Ashley tenía una bolsa de plástico envuelta alrededor de su cabeza, asegurada con cinta adhesiva.

## Arresto y confesiones
En la mañana del 7 de enero de 2006, Gray y Dandridge fueron detenidos en Filadelfia, donde vivía el padre de Dandridge, Ronald Wilson. Aproximadamente una hora después de la detención, Dandridge confesó haber matado a los Tucker y Ashley Baskerville. Doce horas después de la detención, Gray pidió hablar con un detective, a continuación, procedió a dar una confesión detallada, de tres páginas en la que describe el uso de un cuchillo de cocina y un martillo de carpintero para matar a los Harvey, afirmando que "No creo que lamentarlo sea lo suficiente. Nada de esto era necesario". En confesiones posteriores, admitió golpear a su esposa Treva hasta la muerte, mientras acusaba a Dandridge, de ser cómplice en los asesinatos Baskerville-Tucker, y del ataque a Ryan Carey.
El 8 de enero de 2006, la policía identificó formalmente a Ashley Baskerville como participante en el asesinato de los Harvey, en el robo en Chesterfield, y en el robo en su propia casa; esto se produjo como resultado de las confesiones anteriores, así como testimonios de testigos y otras pruebas. Baskerville había actuado como puesto de observación en un coche aparcado, mientras que Gray y Dandridge entraron en la casa de los Harvey, y en su cuerpo se encontró que llevaba el anillo de matrimonio de Bryan Harvey. Gray y Dandridge declararon que Baskerville había planteado ser una víctima y se dejó estar incluida como parte del plan para robar a su madre y su padrastro, pero "las cosas salieron mal" y Gray "se cansó de la chica, por lo que decidió matarla y tomar el coche de sus padres".

## Procedimientos judiciales
Tanto Gray y Dandridge fueron procesados en la Ciudad de la Corte de Circuito de Richmond (Virginia Circuit Court) en Virginia. El 9 de febrero de 2006, Gray fue acusado de cinco cargos de asesinato capital en los homicidios de los Harvey: un cargo por matar más de una vez en un período de tres años, un cargo por cometer más de un asesinato en un solo acto, un cargo por matar mientras cometía un robo y dos cargos por matar a un niño menor de 14 años de edad. El mismo día, Dandridge fue acusado de tres cargos de asesinato en los homicidios Baskerville-Tucker; el tercer recuento fue posteriormente modificado para incluir el papel de Dandridge en el asesinato de Harvey.
Dandridge inicialmente se declaró inocente y fue juzgado en septiembre de 2006, pero antes de los argumentos de cierre, cambió su declaración a culpable de los tres cargos de asesinato capital como parte de un acuerdo para recibir una sentencia de cadena perpetua sin libertad condicional. Está recluido en el Keen Mountain Correctional Center en Oakwood, Virginia, designado con el número de preso 1159354.
Gray se declaró inocente, y el equipo de la defensa buscó indulgencia mediante la presentación de pruebas de abuso físico y sexual durante la infancia, así como estar bajo los efectos de Fenciclidina en la comisión de los delitos. En agosto de 2006, un jurado encontró culpable Gray por cinco cargos de asesinato capital después de cuatro días de pruebas y 30 minutos de deliberación. El jurado recomendó que Gray debía recibir la pena de muerte por el asesinato de Stella y Ruby Harvey, y cadena perpetua para los tres cargos restantes. El 23 de octubre de 2006, Gray fue condenado a muerte.
En diciembre de 2006, el condado de Culpeper también acusó a Gray por el asesinato de Sheryl Warner, de 37 años de edad, secretaria legal y madre de tres hijos, encontrada muerta y colgada de un cable eléctrico en el sótano de su casa en llamas en la ciudad de Reva. Gray se declaró inocente. El 4 de junio de 2008, el cargo se suspendió debido a la evidencia contradictoria.
Entre mayo de 2011 y noviembre de 2015, la ejecución de Gray se fijó y luego se quedó a la espera de sus diversos recursos en la Commonwealth y los tribunales federales. En noviembre de 2015, un panel del Cuarto Circuito rechazó la apelación de Gray. El 19 de enero de 2016 se fijó la ejecución de Gray para el 16 de marzo de 2016, pero se detuvo otra vez para permitir que Gray apelara a la Corte Suprema de los Estados Unidos.
En 2016, el Tribunal Supremo de Estados Unidos se negó a escuchar el caso de Gray. En noviembre de 2016, Gray fue condenado a ser ejecutado el 18 de enero de 2017. Su petición de clemencia fue denegada por el gobernador Terry McAuliffe, y sus abogados interpusieron un recurso de emergencia con el Tribunal Supremo.
Gray fue encarcelado en la prisión estatal de I Sussex en Waverly, Virginia, como el preso número 1100057. Fue ejecutado el 18 de enero de 2017, en la Greensville Correctional Center a las 9:42 p. m. (EST). Cuando se le preguntó si quería decir unas últimas palabras él solo respondió: “Nope”.

## Tributo
- En junio de 2006, la Escuela Primaria William Fox en Richmond, donde Stella Harvey asistió a la escuela, dedicó su nuevo Jardín Infantil a la memoria de Stella Harvey.
- En enero de 2007, un periódico de Richmond nombró a la familia Harvey los habitantes de Richmond del Año 2006.
- El grupo alternativo estadounidense, Drive-By Truckers dedicó la canción "Two Daughters and a Beautiful Wife" ("Dos hijas y una hermosa esposa") de su álbum de 2008, Brighter Than Creation's Dark, a la familia Harvey. El miembro de la banda Patterson Hood declaró que escribió la canción en reacción a la muerte de Bryan Harvey y su familia.